# Joan McCracken
 (février 2019).
Joan Hume McCracken (née le 31 décembre 1917 et morte le 1er novembre 1961) était une danseuse, actrice et comédienne américaine qui devint célèbre entre autres pour son rôle de Vive l'amour (1947) et le rôle de Sylvie (La Fille qui tombe, The Girl Who Falls Down) dans la production originale d'Oklahoma ! en 1943. Elle est également connue pour ses prestations dans les séries Bloomer Girl (1944), Billion Dollar Baby (1945) et Dance Me a Song (1950) à Broadway, ainsi que dans le film Hollywood Canteen (1945).

## Biographie
Bien que peu connue au début du XXe siècle, McCracken était une pionnière de la danse de comédie musicale. Dans son rôle d'Oklahoma !, McCracken est devenue instantanément une sensation pour une prestation soigneusement chorégraphiée pendant le numéro de danse Many a New Day. Considérée comme une femme innovatrice qui combine danse et comédie, elle a joué des rôles dramatiques à Broadway et à la télévision, mais sa carrière a été interrompue, se terminant plusieurs années avant son décès, à l'âge de 43 ans, alors qu'elle souffrait de complications du diabète.
McCracken a généreusement favorisé la carrière d'autres danseuses, dont Shirley MacLaine, et a fortement influencé son second mari, Bob Fosse, en l'encourageant à devenir chorégraphe. Elle était connue pour son comportement particulier et non conventionnel et faisait partie des nombreuses personnes dans la vie réelle qui ont inspiré le personnage de Holly Golightly dans Petit Déjeuner chez Tiffany.

## Carrière

### Début de carrière
En 1935, McCracken retourna à Philadelphie pour se joindre à la nouvelle compagnie de ballet de Littlefield, le Littlefield Ballet (connu plus tard sous le nom de Philadelphia Ballet). Lorsque la compagnie de ballet fit ses débuts officiels en novembre 1935, McCracken était l'un de ses principaux solistes. En 1937, elle entreprit une tournée européenne avec la compagnie, dans le cadre de la première tournée d'une compagnie de ballet américaine en Europe. Cela a mis sa santé à rude épreuve. McCracken avait récemment reçu un diagnostic de diabète de type 1 (alors appelé "diabète juvénile"), difficile à traiter avec la technologie médicale de l'époque, et la tournée européenne l'empêchait encore plus de respecter son schéma thérapeutique. McCracken a gardé son diabète secret toute sa vie pour ne pas nuire à sa carrière. La maladie la rendait sujette à des évanouissements, parfois pendant les représentations, et entraîna des complications médicales plus tard dans sa vie. Elle décéda très jeune à 43 ans.

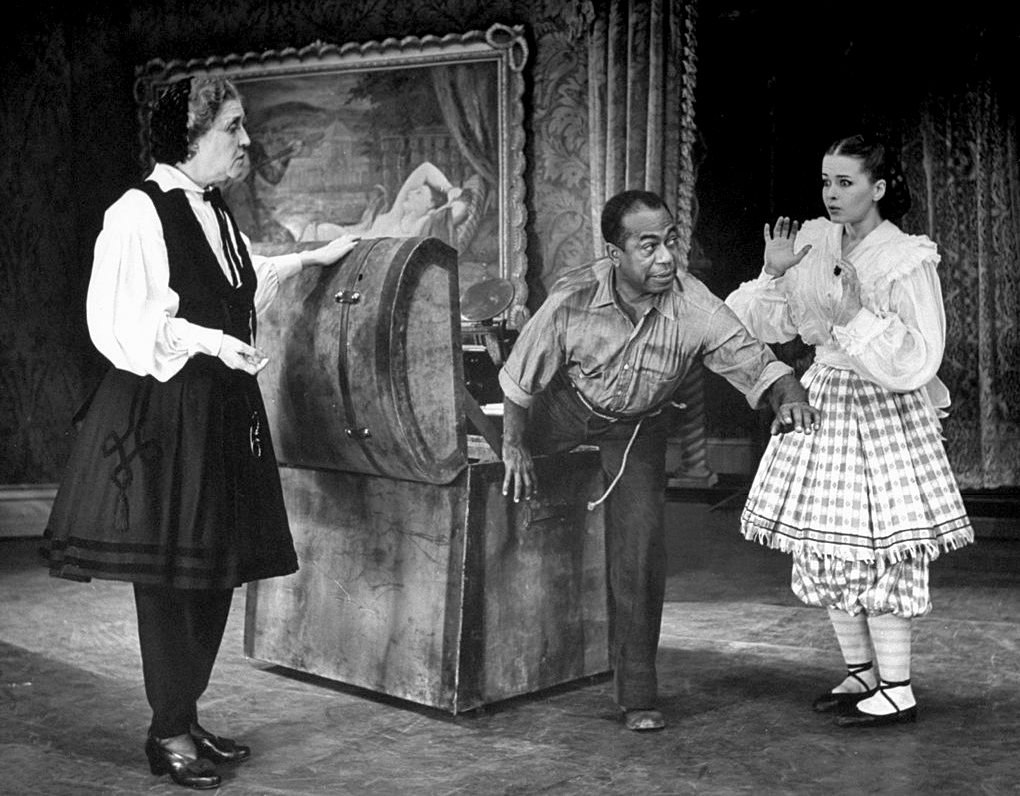
Margaret Douglass (Dolly Bloomer), Dooley Wilson (Pompey) et Joan McCracken (Daisy) dans la production de Broadway Bloomer Girl (1944).

En 1942, McCracken et Dunphy ont tous les deux auditionné avec succès des rôles dans l'ensemble de danse de la nouvelle comédie musicale Rodgers et Hammerstein, Away We Go. Agnes de Mille, qui venait de monter le rodéo des ballets russes de Monte-Carlo d'Aaron Copland, mettait en scène la production. Le spectacle a commencé ses répétitions au début de 1943. Avec son mari, McCracken a interprété un rôle de danse anonyme dans la chorale. Au début des essais, elle a commencé à se distinguer et les critiques ont alors commencé a remarquer sa danse.

### Broadway
Au moment de l'ouverture du spectacle à Broadway, maintenant nommé Oklahoma !, elle avait développé son interprétation comique dans le rôle de Sylvie, jouant une comique imbécile dans le numéro de danse Many a New Day. Elle est devenue connue sous le nom de « The Girl Who Fell Down ». Les sources divergent quant à savoir si la chute distinctive du rôle a été conçue par McCracken ou par de Mille. McCracken affirma que les idées étaient les siennes, alors que de Mille et d'autres suggèrent comme étant celles du chorégraphe. Celeste Holm, membre de la distribution originale, a attribué cette idée au compositeur Richard Rodgers.
Elle a ensuite joué dans Billion Dollar Baby, qui a ouvert ses portes à Broadway en décembre 1945, et a remporté des critiques positives pour sa performance. Son rôle principal dans la pièce ne réussit pas à faire avancer sa carrière, car la série n'a reçu que des critiques mitigées.
Après Billion Dollar Baby, Metro-Goldwyn-Mayer (MGM) l'a engagée pour participer à la comédie musicale Vive l'amour 1947, mettant en vedette Peter Lawford et June Allyson. Elle a reçu de bonnes critiques en jouant avec Babe Doolittle. Son numéro de chanson et de danse, Pass That Peace Pipe, était remarquable, mais MGM n'a pas renouvelé son contrat et sa carrière au cinéma n'a jamais décollé, peut être à cause de son côté non conventionnel, Mayer et son équipe étant considérés comme discrets et conventionnels. James Agee, critique et romancier, commente Bonnes nouvelles pour The Nation dans laquelle il écrit que McCracken « me fait penser à une cacahuète libidineuse ».
Dans son essai sur MGM, The Star Machine, l'historienne du cinéma Jeanine Basinger a comparé Debbie Reynolds à McCracken. Basinger a noté un contraste entre les deux actrices, notant que contrairement à Reynolds, qui était une star du MGM et était une novice dans le monde du spectacle, McCracken était une « imitation fraîche », une vétéran de Broadway qui manquait de « charme ».

### Déclin
Malgré des critiques favorables concernant ses prestations dans The Big Knifeet Peter Pan, son état de santé détérioré et l'échec de ses dernières pièces à Broadway ont eu des conséquences néfastes sur sa carrière. Alors que sa santé déclinait, elle découvrit que ses capacités de danseuse étaient affectées. Elle a subi une grave crise cardiaque en 1955, suivie d'une possible deuxième attaque, puis a contracté une pneumonie qui a nécessité un séjour prolongé à l'hôpital. Elle cacha la gravité de ses problèmes de santé, mais certains détails devinrent publics. À sa sortie de l'hôpital, ses médecins lui ont dit qu'elle ne pouvait plus danser. La nouvelle lui était dévastatrice.
Bien qu'elle soit apparue à la télévision et dans des rôles dramatiques, sa carrière s'est arrêtée à la fin des années 1950, les complications de son diabète l'empêchant de plus en plus de travailler. Sa dernière apparition sur scène était en 1958 dans une production Off-Broadway, La Machine infernale, créée par Jean Cocteau en 1934, aux côtés de John Kerr et June Havoc.
McCracken a été remarquée par son comportement excentrique. Elle était désinhibée et semblait parfois aimer se comporter de façon outrageante. Lors d'une rencontre avec l'entraîneur vocal de MGM, Kay Thompson, elle a retiré son chemisier et son soutien-gorge pour devenir « plus à l'aise ».
Elle rencontra Jack Dunphy, alors danseur de la compagnie Littlefield, en 1937. Ils s'étaient mariés en 1939 et se sont sépares après le service de Dunphy pendant la Seconde Guerre mondiale, au cours de laquelle McCracken eut une liaison avec le compositeur français Rudi Revil. Dunphy s'est révélé plus tard gay, tombe amoureux de Truman Capote, et McCracken divorça en 1951. Dunphy est resté le partenaire de Capote jusqu'à sa mort en 1984.

### Vie personnelle
McCracken a rencontré le danseur et chorégraphe Bob Fosse lors de son apparition dans Dance Me a Song, dans lequel elle jouait un rôle principal et où il était un danseur spécialisé. Elle est mariée avec lui de décembre 1952 à 1959. Elle travailla activement à l'avancement de sa carrière et l'encouragea dans son travail de chorégraphe. Son intervention auprès du producteur George Abbott a mené à son premier grand travail en tant que chorégraphe, dans The Pajama Game. Ils ont divorcé alors que sa santé se détériorait et que Fosse, infidèle en série au cours de leur mariage, a quitté McCracken pour Gwen Verdon.
McCracken décéda dans son sommeil d'une crise cardiaque provoquée par son diabète le 1er novembre 1961. Elle a été incinérée à sa demande. Ses cendres, qui ont été données à sa mère, ont ensuite été perdues.

## Broadway
- Oklahoma! (1943-1944)
- Bloomer Girl (1944–45)
- Milliard de dollars bébé (1945-1946)
- Le grand couteau (1949)
- Danse moi une chanson (1950)
- Peter Pan (1950)
- Ange dans le prêteur sur gages (1951)
- Moi et Juliette (1953-1954)

## Filmographie
- Hollywood cantine (1944)
- Bonne nouvelle (1947)
- C'est danser! That's Dancing! (1985) - images de la bonne nouvelle[réf. nécessaire]
- C'est le divertissement! III (1994) - images de la bonne nouvelle[15]
- Studio de l'acteur ("Night Club", 1948) [réf. nécessaire]
- Grande Catherine (1948)[16]
- Pulitzer Prize Playhouse ("Vous ne pouvez pas l'emporter avec vous", 1950)
- Claudia: L'histoire d'un mariage (1952)
- Le théâtre-miroir Revlon (1953)[17]
- Toast of the Town, Épisode N ° 6.46 (1953)[18]

## Off-Broadway
- 1958 : La Machine infernale